# Lijst van kardinalen gecreëerd door paus Johannes Paulus II
Hieronder volgt een lijst van kardinalen gecreëerd door paus Johannes Paulus II

## Consistorie van 30 juni 1979
| Naam                       | Ambt tijdens creatie                                                                        |
| -------------------------- | ------------------------------------------------------------------------------------------- |
| Agostino Casaroli          | kardinaal-staatssecretaris                                                                  |
| Giuseppe Caprio            | president van de Administratie van het Patrimonium van de Heilige Stoel                     |
| Marco Cé                   | patriarch van Venetië, Italië                                                               |
| Egano Righi-Lambertini     | apostolisch nuntius voor Frankrijk permanent assessor bij de Raad van Europa                |
| Joseph-Marie Trinh van-Can | aartsbisschop van Hanoi, Vietnam                                                            |
| Ernesto Civardi            | secretaris van de Congregatie voor de Bisschoppen secretaris van het College van Kardinalen |
| Ernesto Corripio Ahumada   | aartsbisschop van Mexico, Mexico                                                            |
| Joseph Asajiro Satowaki    | aartsbisschop van Nagasaki, Japan                                                           |
| Roger Etchegaray           | aartsbisschop van Marseille, Frankrijk                                                      |
| Anastasio Ballestrero      | aartsbisschop van Turijn, Italië                                                            |
| Tomás Ó Fiaich             | aartsbisschop van Armagh, Ierland                                                           |
| Gerald Emmett Carter       | aartsbisschop van Toronto, Canada                                                           |
| Franciszek Macharski       | aartsbisschop van Krakau, Polen                                                             |
| Władysław Rubin            | secretaris van de Bisschoppensynode                                                         |
|                            |                                                                                             |
| Ignatius Kung Pin-Mei      | bisschop van Shanghai, China                                                                |

## Consistorie van 2 februari 1983
| Naam                      | Ambt tijdens creatie                                                                      |
| ------------------------- | ----------------------------------------------------------------------------------------- |
| Antoine Boutros Khreich   | patriarch van Antiochië van de Maronieten                                                 |
| Bernard Yago              | aartsbisschop van Abidjan, Ivoorkust                                                      |
| Aurelio Sabattani         | prefect van de Hoogste Rechtbank van de Apostolische Signatuur                            |
| Franjo Kuharić            | aartsbisschop van Zagreb, Joegoslavië                                                     |
| Giuseppe Casoria          | prefect van de Congregatie voor de Goddelijke Eredienst en de Regeling van de Sacramenten |
| José Alí Lebrún Moratinos | aartsbisschop van Caracas, Venezuela                                                      |
| Joseph Louis Bernardin    | aartsbisschop van Chicago, Verenigde Staten van Amerika                                   |
| Michael Kitbunchu         | aartsbisschop van Bangkok, Thailand                                                       |
| Alexandre do Nascimento   | aartsbisschop van Lubango, Angola                                                         |
| Alfonso López Trujillo    | aartsbisschop van Medellín, Colombia                                                      |
| Godfried Danneels         | aartsbisschop van Mechelen-Brussel, België                                                |
| Thomas Stafford Williams  | aartsbisschop van Wellington, Nieuw-Zeeland                                               |
| Carlo Maria Martini       | aartsbisschop van Milaan, Italië                                                          |
| Jean-Marie Lustiger       | aartsbisschop van Parijs, Frankrijk                                                       |
| Józef Glemp               | aartsbisschop van Warschau, Polen                                                         |
| Julijans Vaivods          | apostolisch administrator van Riga, Letland                                               |
| Joachim Meisner           | bisschop van Berlijn, Duitse Democratische Republiek                                      |
|                           |                                                                                           |
| Henri de Lubac, S.J.      | priester en theoloog                                                                      |

## Consistorie van 25 mei 1985
| Naam                               | Ambt tijdens creatie                                                                            |
| ---------------------------------- | ----------------------------------------------------------------------------------------------- |
| Luigi Dadaglio                     | Major Penitentiar                                                                               |
| Duraisamy Simon Lourdusamy         | aartsbisschop-emeritus van Bangalore, India prefect van de Congregatie voor de Oosterse Kerken  |
| Francis Arinze                     | aartsbisschop-emeritus van Onitsha, Nigeria president van het Secretariaat voor Niet-Christenen |
| Juan Francico Fresno Larrain       | aartsbisschop van Santiago, Chili                                                               |
| Antonio Innocenti                  | apostolisch nuntius voor Spanje                                                                 |
| Miguel Obando Bravo                | aartsbisschop van Managua, Nicaragua                                                            |
| Paul Mayer                         | proprefect van de Congregatie voor de Goddelijke Eredienst en de Regeling van de Sacramenten    |
| Ángel Suquía Goicoechea            | aartsbisschop van Madrid, Spanje                                                                |
| Jean Jérôme Hamer                  | prefect van de Congregatie voor de Goddelijke Eredienst en de Regeling van de Sacramenten       |
| Ricardo Vidal                      | aartsbisschop van Cebu, Filipijnen                                                              |
| Henryk Roman Gulbinowicz           | aartsbisschop van Wroclaw, Polen                                                                |
| Paulos Tzadua                      | aartsbisschop van Addis Ababa, Ethiopië                                                         |
| Jozef Tomko                        | prefect van de Congregatie voor de Evangelisatie van de Volkeren                                |
| Myroslav Ivan Ljoebatsjivsky       | grootaartsbisschop van Lviv, Sovjet-Unie (Oekraïense Grieks-Katholieke Kerk)                    |
| Andrzej Maria Deskur               | president-emeritus van de Pauselijke Raad voor de Sociale Communicatiemiddelen                  |
| Paul Poupard                       | president van het Secretariaat voor Niet-Christenen                                             |
| Louis-Albert Vachon                | aartsbisschop van Québec, Canada                                                                |
| Rosalio José Castillo Lara, S.D.B. | president van de Pauselijke Raad voor de Authentieke Uitleg van het Canoniek Recht              |
| Friedrich Wetter                   | aartsbisschop van München en Freising, Bondsrepubliek Duitsland                                 |
| Silvano Piovanelli                 | aartsbisschop van Florence, Italië                                                              |
| Adrianus Simonis                   | aartsbisschop van Utrecht, Nederland                                                            |
| Édouard Gagnon                     | president van de Pauselijke Raad voor het Gezin                                                 |
| Alfons Stickler, S.D.B.            | bibliothecaris en archivaris van het Vaticaan                                                   |
| Bernard Francis Law                | aartsbisschop van Boston, Verenigde Staten van Amerika                                          |
| John Joseph O'Connor               | aartsbisschop van New York, Verenigde Staten van Amerika                                        |
| Giacomo Biffi                      | aartsbisschop van Bologna, Italië                                                               |
| Albert Decourtray                  | aartsbisschop van Lyon, Frankrijk                                                               |
|                                    |                                                                                                 |
| Pietro Pavan                       | emeritus hoogleraar en theoloog                                                                 |

## Consistorie van 28 juni 1988
| Naam                                 | Ambt tijdens creatie                                                                      |
| ------------------------------------ | ----------------------------------------------------------------------------------------- |
| Eduardo Martinez Somalo              | prefect van de Congregatie voor de Goddelijke Eredienst en de Regeling van de Sacramenten |
| Achille Silvestrini                  | prefect van de Hoogste Rechtbank van de Apostolische Signatuur                            |
| Angelo Felici                        | prefect van de Congregatie voor de Heilig- en Zaligsprekingsprocessen                     |
| Paul Grégoire                        | aartsbisschop van Montréal                                                                |
| Antony Padiyara                      | aartsbisschop van Ernakulam (Syro-Malabar-Katholieke Kerk)                                |
| José Freire Falcão                   | aartsbisschop van Brasilia, Brazilië                                                      |
| Michele Giordano                     | aartsbisschop van Napels, Italië                                                          |
| Alexandre José Maria dos Santos      | aartsbisschop van Maputo, Mozambique                                                      |
| Giovanni Canestri                    | aartsbisschop van Genua, Italië                                                           |
| Antonio Maria Javierre Ortas, S.D.B. | secretaris van de Congregatie voor de Katholieke Opvoeding                                |
| Simon Ignatius Pimenta               | aartsbisschop van Bombay, India                                                           |
| Mario Revollo Bravo                  | aartsbisschop van Bogota, Colombia                                                        |
| Edward Bede Clancy                   | aartsbisschop van Sydney, Australië                                                       |
| Lucas Moreira Neves, O.P.            | aartsbisschop van Săo Salvador da Bahia, Brazilië                                         |
| James Aloysius Hickey                | aartsbisschop van Washington, Verenigde Staten van Amerika                                |
| Edmund Casimir Szoka                 | aartsbisschop van Detroit, Verenigde Staten van Amerika                                   |
| László Paskai                        | aartsbisschop van Esztergom, Hongarije                                                    |
| Christian Wiyghan Tumi               | aartsbisschop van Garoua, Kameroen                                                        |
| Hans Hermann Groër                   | aartsbisschop van Wenen, Oostenrijk                                                       |
| Jacques-Paul Martin                  | prefect van de Prefectuur voor de Pauselijke Huishouding                                  |
| Franz Hengsbach                      | bisschop van Essen, Bondsrepubliek Duitsland                                              |
| Vincentas Sladkevičius               | apostolisch administrator van Kaisiadorys, Litouwen                                       |
| Jean Margéot                         | bisschop van Port Louis, Mauritius                                                        |
| John Baptist Wu Cheng-chung          | bisschop van Hongkong, China                                                              |

## Consistorie van 28 juni 1991
| Naam                                     | Ambt tijdens creatie                                                              |
| ---------------------------------------- | --------------------------------------------------------------------------------- |
| Angelo Sodano                            | kardinaal-staatssecretaris                                                        |
| Alexandru Todea                          | grootaartsbisschop van Fagaras en Alba Iulua (Roemeense Grieks-Katholieke Kerk)   |
| Robert Coffy                             | aartsbisschop van Marseille, Frankrijk                                            |
| Frédéric Etsou-Nzabi-Bamungwabi, C.I.C.M | aartsbisschop van Kinshasa, Zaïre                                                 |
| Nicolás de Jesús López Rodríguez         | aartsbisschop van Santo Domingo, Dominicaanse Republiek                           |
| Antonio Quarracino                       | aartsbisschop van Buenes Aires, Argentinië                                        |
| Roger Michael Mahony                     | aartsbisschop van Los Angeles, Verenigde Staten van Amerika                       |
| Juan Jesús Posados Ocampo                | aartsbisschop van Guadalajara, Mexico                                             |
| Anthony Joseph Bevilacqua                | aartsbisschop van Philadelphia, Verenigde Staten van Amerika                      |
| Giovanni Saldarini                       | aartsbisschop van Turijn, Italië                                                  |
| Cahal Brendan Daly                       | aartsbisschop van Armagh, Ierland                                                 |
| Camillo Ruini                            | vicaris-generaal van Rome                                                         |
| Ján Chryzostom Korec, S.J.               | bisschop van Nitra, Tsjechoslowakije                                              |
| Henri Schwery                            | bisschop van Sion, Zwitserland                                                    |
| Georg Maximilian Sterzinsky              | aartsbisschop van Berlijn, Oost-Duitsland                                         |
| Pio Laghi                                | prefect van de Congregatie voor de Katholieke Opvoeding                           |
| Edward Idris Cassidy                     | president van de Pauselijke Raad ter Bevordering van de Eenheid van de Christenen |
| Jose Tomas Sanchez                       | prefect van de Congregatie voor de Clerus                                         |
| Virgilio Noè                             | vicaris voor Vaticaanstad                                                         |
| Fiorenzo Angelini                        | president van de Pauselijke Raad voor het Pastoraat in de Gezondheidszorg         |
|                                          |                                                                                   |
| Guido del Mestri                         | nuntius-emeritus                                                                  |
| Paolo Dezza, S.J.                        | priester-emeritus                                                                 |

## Consistorie van 26 november 1994
| Naam                           | Ambt tijdens creatie                                           |
| ------------------------------ | -------------------------------------------------------------- |
| Nasrallah Boutros Sfeir        | patriarch van Antiochië van de Maronieten                      |
| Miloslav Vlk                   | aartsbisschop van Praag, Tsjecho-Slowakije                     |
| Luigi Poggi                    | bibliothecaris en archivaris van het Vaticaan                  |
| Peter Seiichi Shirayanagi      | aartsbisschop van Tokio, Japan                                 |
| Vincenzo Fagiolo               | president van de Pauselijke Raad voor de Wetteksten            |
| Carlo Furno                    | grootmeester van de Orde van het Heilig Graf van Jeruzalem     |
| Carlos Oviedo Cavada, O.de.M.  | aartsbisschop van Santiago de Chile, Chili                     |
| Thomas Joseph Winning          | aartsbisschop van Glasgow, Verenigd Koninkrijk                 |
| Adolfo Antonio Suárez Rivera   | aartsbisschop van Monterrey, Mexico                            |
| Jaime Lucas Ortega y Alamino   | aartsbisschop van Havana, Cuba                                 |
| Julius Riyada Darmaatmadja     | aartsbisschop van Jakarta, Indonesië                           |
| Jan Schotte, C.I.C.M           | secretaris van de Bisschoppensynode                            |
| Pierre Eyt                     | aartsbisschop van Bordeaux, Frankrijk                          |
| Gilberto Agustoni              | prefect van de Hoogste Rechtbank van de Apostolische Signatuur |
| Emmanuel Wamala                | aartsbisschop van Kampala, Oeganda                             |
| William Henry Keeler           | aartsbisschop van Baltimore, Verenigde Staten van Amerika      |
| Augusto Vargasd Alzamora       | aartsbisschop van Lima, Peru                                   |
| Jean-Claude Turcotte           | aartsbisschop van Montréal, Canada                             |
| Ricardo María Carles Gordó     | aartsbisschop van Barcelona, Spanje                            |
| Adam Joseph Maida              | aartsbisschop van Detroit, Verenigde Staten van Amerika        |
| Vinco Puljic                   | aartsbisschop van Sarajevo, Bosnië en Herzegovina              |
| Armand Gaétan Razafindratandra | aartsbisschop van Antananarivo, Madagaskar                     |
| Paul Joseph Phạm Đình Tụng     | aartsbisschop van Hanoi, Vietnam                               |
| Juan Sandoval Íñiguez          | aartsbisschop van Guadalajara, Mexico                          |
|                                |                                                                |
| Bernardino Echeverria Ruiz     | aartsbisschop-emeritus van Guayaquil, Ecuador                  |
| Kazimierz Swiatek              | aartsbisschop van Minsk–Mahiljow, Wit-Rusland                  |
| Ersilio Tonini                 | aartsbisschop-emeritus van Ravenna-Cervia, Italië              |
| Mikel Koliqi                   | Albanees priester en verzetsstrijder                           |
| Yves Congar O.P.               | priester en theoloog                                           |
| Alois Grillmeier S.J.          | priester en theoloog                                           |

## Consistorie van 21 februari 1998
| Naam                        | Ambt tijdens creatie                                                                      |
| --------------------------- | ----------------------------------------------------------------------------------------- |
| Salvatore De Giorgi         | aartsbisschop van Palermo, Italië                                                         |
| Serafim Fernandes de Araújo | aartsbisschop van Belo Horizonte, Brazilië                                                |
| Antonio María Rouco Varela  | aartsbisschop van Madrid, Spanje                                                          |
| Aloysius Matthew Ambrozic   | aartsbisschop van Toronto, Canada                                                         |
| Jean Balland                | aartsbisschop van Lyon, Frankrijk                                                         |
| Dionigi Tettamanzi          | aartsbisschop van Genua, Italië                                                           |
| Polycarp Pengo              | aartsbisschop van Dar es Salaam, Tanzania                                                 |
| Christoph Schönborn         | aartsbisschop van Wenen, Oostenrijk                                                       |
| Norberto Rivera Carrera     | aartsbisschop van Mexico, Mexico                                                          |
| Francis Eugene George       | aartsbisschop van Chicago, Verenigde Staten van Amerika                                   |
| Paul Shan Kuo-hsi           | bisschop van Kaohsiung, Taiwan                                                            |
| Jorge Medina Estévez        | prefect van de Congregatie voor de Goddelijke Eredienst en de Regeling van de Sacramenten |
| Alberto Bovone              | prefect van de Congregatie voor de Heilig- en Zaligsprekingsprocessen                     |
| Darío Castrillón Hoyos      | prefect van de Congregatie voor de Clerus                                                 |
| Lorenzo Antonetti           | administrator van het Patrimonium van de Heilige Stoel                                    |
| James Francis Stafford      | president van de Pauselijke Raad voor de Leken                                            |
| Giovanni Cheli              | president van de Pauselijke Raad voor Pastorale Zorg van Migranten en Reizigers           |
| Francesco Colasuonno        | apostolisch delegaat voor Mozambique                                                      |
| Dino Monduzzi               | prefect van de Prefectuur voor de Pauselijke Huishouding                                  |
|                             |                                                                                           |
| Adam Kozlowiecki            | aartsbisschop-emeritus van Lusaka, Zambia                                                 |
|                             |                                                                                           |
| Marian Jaworski             | aartsbisschop van Lviv, Oekraïne                                                          |
| Jānis Pujāts                | aartsbisschop van Riva, Letland                                                           |

## Consistorie van 21 februari 2001
| Naam                                     | Ambt tijdens creatie                                                                                       |
| ---------------------------------------- | --- |
| Giovanni Battista Re                     | prefect van de Congregatie voor de Bisschoppen, president van de Pauselijke Commissie voor Latijns-Amerika |
| François Xavier Nguyên van Thuân         | president van de Pauselijke Raad voor Gerechtigheid en Vrede                                               |
| Agostino Cacciavillan                    | president van de Administratie van het Patrimonium van de Heilige Stoel                                    |
| Sergio Sebastiani                        | prefect van de Prefectuur voor de Economische Zaken van de Heilige Stoel                                   |
| Zenon Grocholewski                       | prefect van de Congregatie voor de Katholieke Opvoeding                                                    |
| José Saraiva Martins, C.M.F.             | prefect van de Congregatie voor de Heilig- en Zaligsprekingsprocessen                                      |
| Crescenzio Sepe                          | president van het Comité voor de Organisatie van het Heilig Jubeljaar 2000                                 |
| Jorge María Mejía                        | bibliothecaris en archivaris van het Vaticaan                                                              |
| Ignace Moussa I Daoud                    | prefect van de Congregatie voor de Oosterse Kerken                                                         |
| Mario Francesco Pompedda                 | prefect van de Hoogste Rechtbank van de Apostolische Signatuur                                             |
| Walter Kasper                            | president van de Pauselijke Raad ter Bevordering van de Eenheid van de Christenen                          |
| Johannes Joachim Degenhardt              | aartsbisschop van Paderborn, Duitsland                                                                     |
| Antonio José Gonzaléz Zummáraga          | aartsbisschop van Quito, Ecuador                                                                           |
| Ivan Dias                                | aartsbisschop van Bombay, India                                                                            |
| Geraldo Majella Agnelo                   | aartsbisschop van San Salvador de Bahia, Brazilië                                                          |
| Pedro Rubiano Sáenz                      | aartsbisschop van Bogota, Colombia                                                                         |
| Theodore Edgar McCarrick                 | aartsbisschop van Washington, Verenigde Staten van Amerika                                                 |
| Desmond Connell                          | aartsbisschop van Dublin, Ierland                                                                          |
| Audrys Juozas Bačkis                     | aartsbisschop van Vilnius, Litouwen                                                                        |
| Francisco Javier Errázuriz Ossa          | aartsbisschop van Santiago de Chile, Chili                                                                 |
| Julio Terrazas Sandoval, C.Ss.R          | aartsbisschop van Santa Cruz de la Sierra, Bolivia                                                         |
| Wilfrid Fox Napier, O.F.M.               | aartsbisschop van Durban, Zuid-Afrika                                                                      |
| Óscar Andrés Rodríguez Maradiaga, O.F.M. | aartsbisschop van Tegucigalpa, Honduras                                                                    |
| Bernard Agré                             | aartsbisschop van Abidjan Ivoorkust                                                                        |
| Louis-Marie Billé                        | aartsbisschop van Lyon, Frankrijk                                                                          |
| Antonio Ignacio Velasco Garcia, S.D.B.   | aartsbisschop van Caracas, Venezuela                                                                       |
| Juan Luis Cipriani Thorne, O.D.          | aartsbisschop van Lima, Peru                                                                               |
| Francisco Álvarez Martínez               | aartsbisschop van Toledo, Spanje                                                                           |
| Cláudio Hummes, O.F.M.                   | aartsbisschop van Sǎo Paulo, Brazilië                                                                      |
| Varkey Vithayathil, C.Ss.R               | grootaartsbisschop van Ernakulam-Angamaly (Syro-Malabar-Katholieke Kerk)                                   |
| Jorge Mario Bergoglio S.J.               | aartsbisschop van Buenos Aires, Argentinië. Vanaf 13 maart 2013 Paus Franciscus.                           |
| José da Cruz Policarpo                   | patriarch van Lissabon, Portugal                                                                           |
| Severino Poletto                         | aartsbisschop van Turijn, Italië                                                                           |
| Cormac Murphy-O'Connor                   | aartsbisschop van Westminster, Verenigd Koninkrijk                                                         |
| Edward Michael Egan                      | aartsbisschop van New York, Verenigde Staten van Amerika                                                   |
| Lubomyr Husar, M.S.U.                    | grootaartsbisschop van Lviv (Oekraïense Grieks-Katholieke Kerk)                                            |
| Karl Lehmann                             | bisschop van Mainz, Duitsland                                                                              |
| Roberto Tucci, S.J.                      | priester, directeur Radio Vaticaan                                                                         |
|                                          | |
| Stéphanos II Ghattas                     | Koptisch-katholiek patriarch van Alexandrië                                                                |
| Jean Marcel Honoré                       | aartsbisschop-emeritus van Tours, Frankrijk                                                                |
| Leo Scheffczyk                           | priester en theoloog                                                                                       |
| Avery Dulles, S.J.                       | priester, hoogleraar theologie aan Fordham University, New York                                            |

## Consistorie van 21 oktober 2003
| Naam                               | Ambt tijdens creatie |
| ---------------------------------- | --- |
| Jean-Louis Tauran                  | secretaris voor Algemene Zaken van de Heilige Stoel |
| Renato Martino                     | president van de Pauselijke Raad voor Gerechtigheid en Vrede                                                                                           |
| Francesco Marchisano               | aartspriester van de Sint-Pietersbasiliek vicaris voor Vaticaanstad president van de Kerkfabriek van Sint Pieter                                       |
| Julián Herranz Casado O.D.         | president van de Pauselijke Commissie voor de authentieke uitleg van het Canoniek Recht president van de Disciplinaire Commissie van de Romeinse Curie |
| Javier Lozano Barragán             | president van de Pauselijke Raad voor het Pastoraat in de Gezondheidszorg                                                                              |
| Stephen Fumio Hamao                | president van de Pauselijke Raad voor Pastorale Zorg van Migranten en Reizigers                                                                        |
| Attilio Nicora                     | president van de Administratie van het Patrimonium van de Heilige Stoel                                                                                |
| Angelo Scola                       | patriarch van Venetië, Italië |
| Anthony Olubumni Okogie            | aartsbisschop van Lagos, Nigeria |
| Bernard Panafieu                   | aartsbisschop van Marseille, Frankrijk |
| Gabriel Zubeir Wako                | aartsbisschop van Kartoem, Soedan |
| Carlos Amigo Vallejo, O.F.M.       | aartsbisschop van Sevilla, Spanje |
| Justin Francis Rigali              | aartsbisschop van Philadelphia, Verenigde Staten van Amerika                                                                                           |
| Keith Michael Patrick O'Brien      | aartsbisschop van St. Andrews en Edinburgh, Verenigd Koninkrijk                                                                                        |
| Eusébio Oscar Scheid, S.C.J.       | aartsbisschop van São Sebastião do Rio de Janeiro, Brazilië                                                                                            |
| Ennio Antonelli                    | aartsbisschop van Florence, Italië |
| Tarcisio Bertone                   | aartsbisschop van Genua, Italië |
| Peter Turkson                      | aartsbisschop van Cape Coast, Ghana |
| Telesphore Placidus Toppo          | aartsbisschop van Ranchi, India |
| George Pell                        | aartsbisschop van Sydney, Australië |
| Josip Bozanić                      | aartsbisschop van Zagreb, Kroatië |
| Jean-Baptiste Pham Minh Mân        | aartsbisschop van Thành-Pho Ho Chí Minh, Vietnam |
| Rodolfo Quezada Toruño             | aartsbisschop van Guatemala, Guatemala |
| Philippe Barbarin                  | aartsbisschop van Lyon, Frankrijk |
| Péter Erdő                         | aartsbisschop van Esztergom, Hongarije |
| Marc Ouellet, P.S.S.               | aartsbisschop van Québec, Canada |
|                                    | |
| Georges Marie Martin Cottier, O.P. | theoloog, medewerker van de Pauselijke Huishouding |
| Gustaaf Joos                       | priester, kanunnik van het Kapittel van de Sint-Baafskathedraal (Gent)                                                                                 |
| Tomáš Špidlík, S.J.                | priester en theoloog |
| Stanisław Nagy, S.C.J.             | priester en theoloog |
|                                    | |
| Niet bekend                        | |